# Wurgwitz

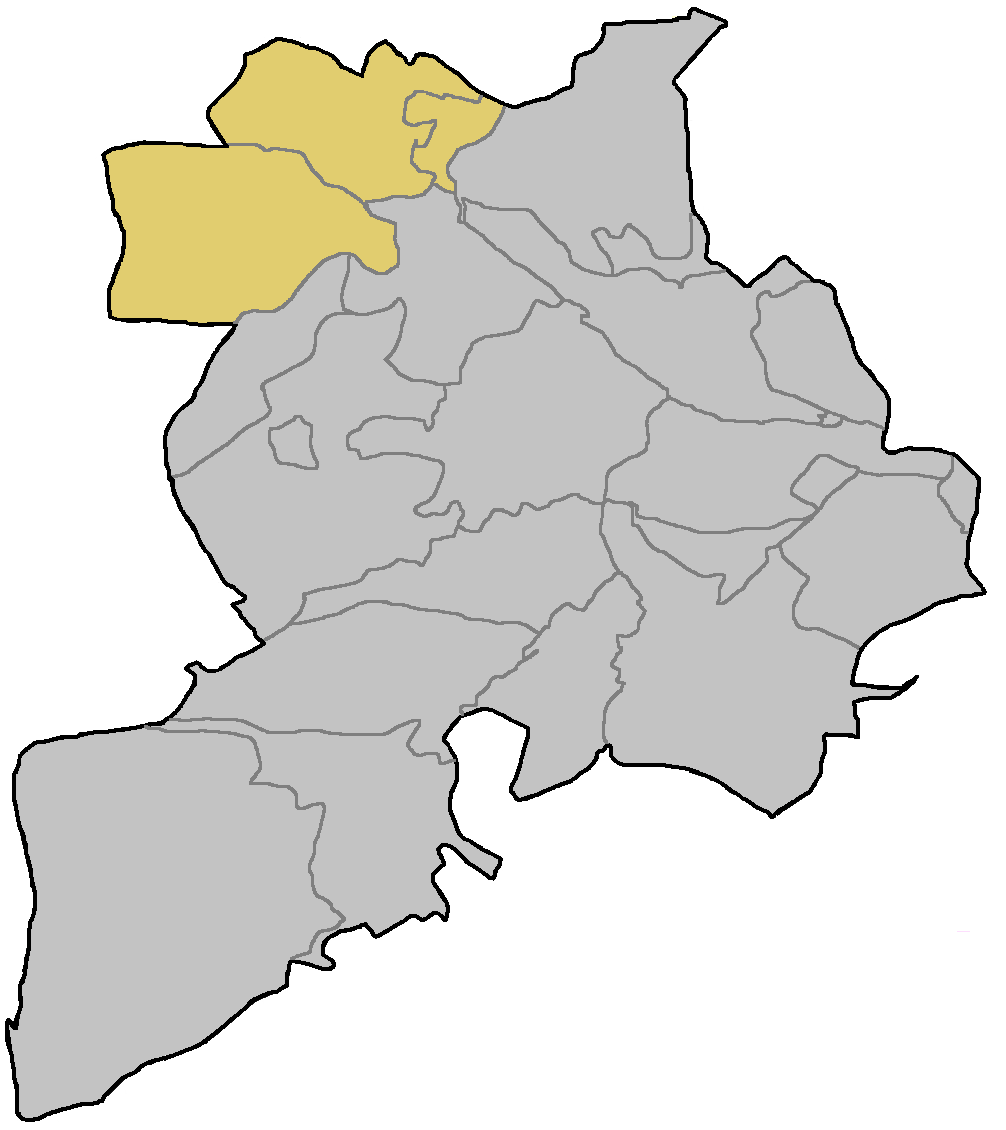
Wurgwitz

Wurgwitz is een dorp in de Duitse gemeente Freital, deelstaat Saksen, en telt 2.600 inwoners (2005).

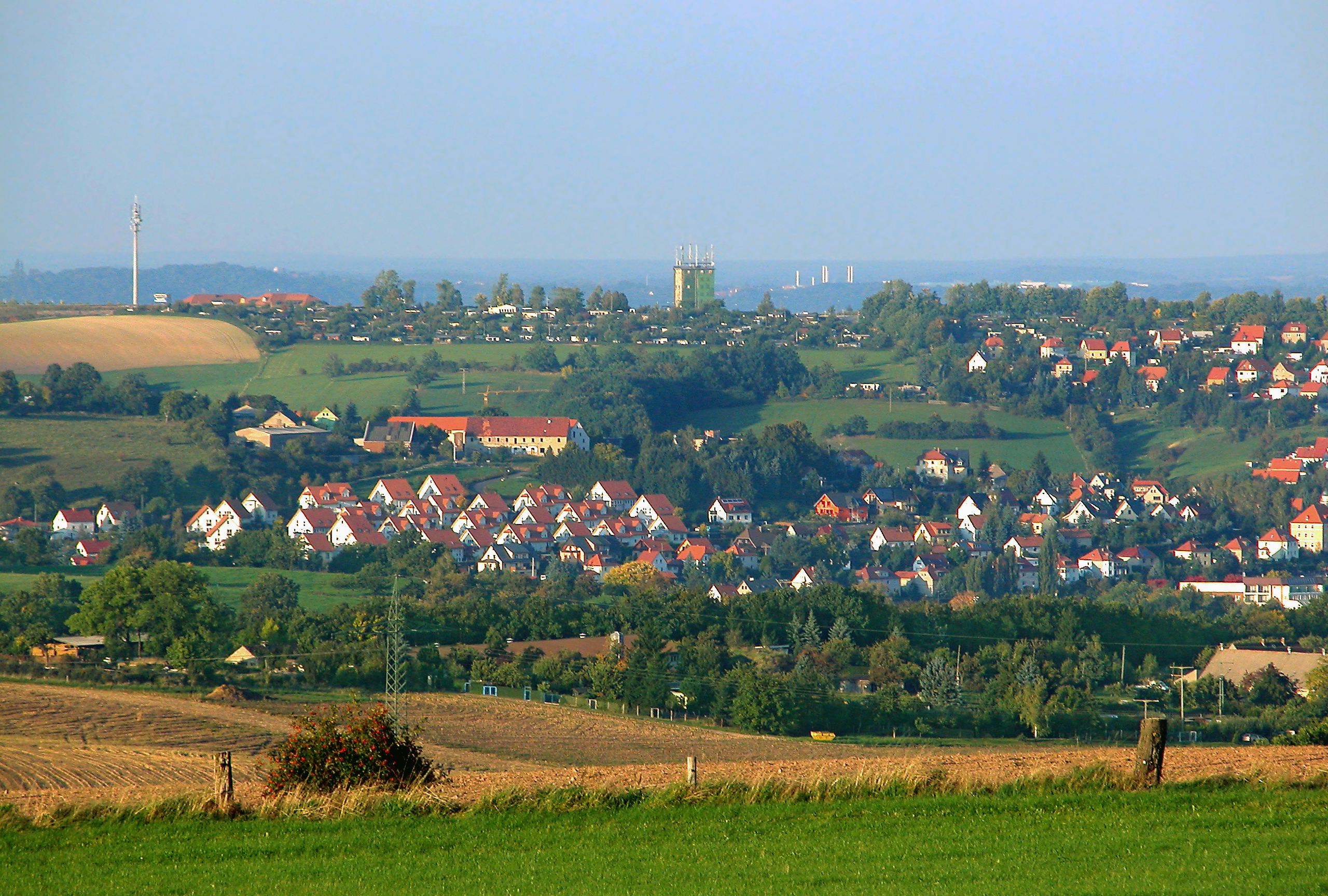
Wurgwitz vanuit de lucht gezien

Zie verder onder: Freital (stad).